# Znak (počítače)
V počítačové terminologii je znak jednotka informace, která zpravidla odpovídá jednomu grafému v psané formě přirozeného jazyka:
- písmeno
- číslice
- interpunkce, uvozovky, apostrofy, mezery (obecně bílé znaky) nebo speciální symboly (§, €, %, ...)

Mezi znaky se počítají řídicí znaky, které nemají ekvivalent v žádném grafému. Tyto znaky jsou vlastně příkazy pro zařízení, které bude text zobrazovat nebo zpracovávat (monitor, tiskárna, ...). Je to například CR, LF, tab, nebo znak BELL – znak s kódem 7 v ASCII; zařízení by místo zobrazení tohoto znaku mělo vydat akustický signál – pípnutí.
Posloupnost znaků se nazývá textový řetězec. Soubor obsahující výhradně znaky je textový soubor.
Sedmibitová znaková sada ASCII, reprezentuje 128 základních znaků (latinská abeceda, čísla, interpunkce, ...) brzy přestala pro digitální výměnu informací stačit. V současnosti je základem kódování textů standard UNICODE, který dnes obsahuje více než 140 tisíc znaků.